# رودخانه جوجاری
رودخانه جوجاری ، بخشی از شاخه‌های اصلی رودخانه لونی در راجستان و به‌طور محلی به نام «گنگا صحرا» نام برده می‌شود، در سال‌های گذشته به یک مکانی تخلیه محلی ایجاد شده است.  رودخانه جوجاری که از تپه های نزدیک روستای پوندلو در بخش ناگور منشامی گیرد، حدود ۸۳کیلومتر از شمال شرقی به جنوب غربی تداول دارد. تعدادی از نهرهای کوچک پیش از اینکه با رودخانه لونی در نزدیکی خجادلی خورد در ناحیه جودپور برخورد نماید، در قسمت بالایی به این رودخانه می پیوندند. 
رودخانه جوجاری حوضه جوجاری میان عرض های جغرافیایی ۲۶درجه و ۰۷ دقیقه و ۲۶ درجه و ۴۳ دقیقه و طول جغرافیایی ۷۳ درجه و ۰۸دقیقه و ۷۴درجه و ۰۰ دقیقه قرار دارد.  رودخانه جوجاری رودخانه ای مستعجل در این منطقه می باشدکه در جواب به بارندگی های موسمی مطلوب جاری می شود. 